# Młynisk
Młynisk – osada część wsi Sielc, położona w Polsce w województwie podlaskim, w powiecie bielskim, w gminie Boćki.
W latach 1975–1998 miejscowość administracyjnie należała do województwa białostockiego.